# Марксизм і питання мовознавства

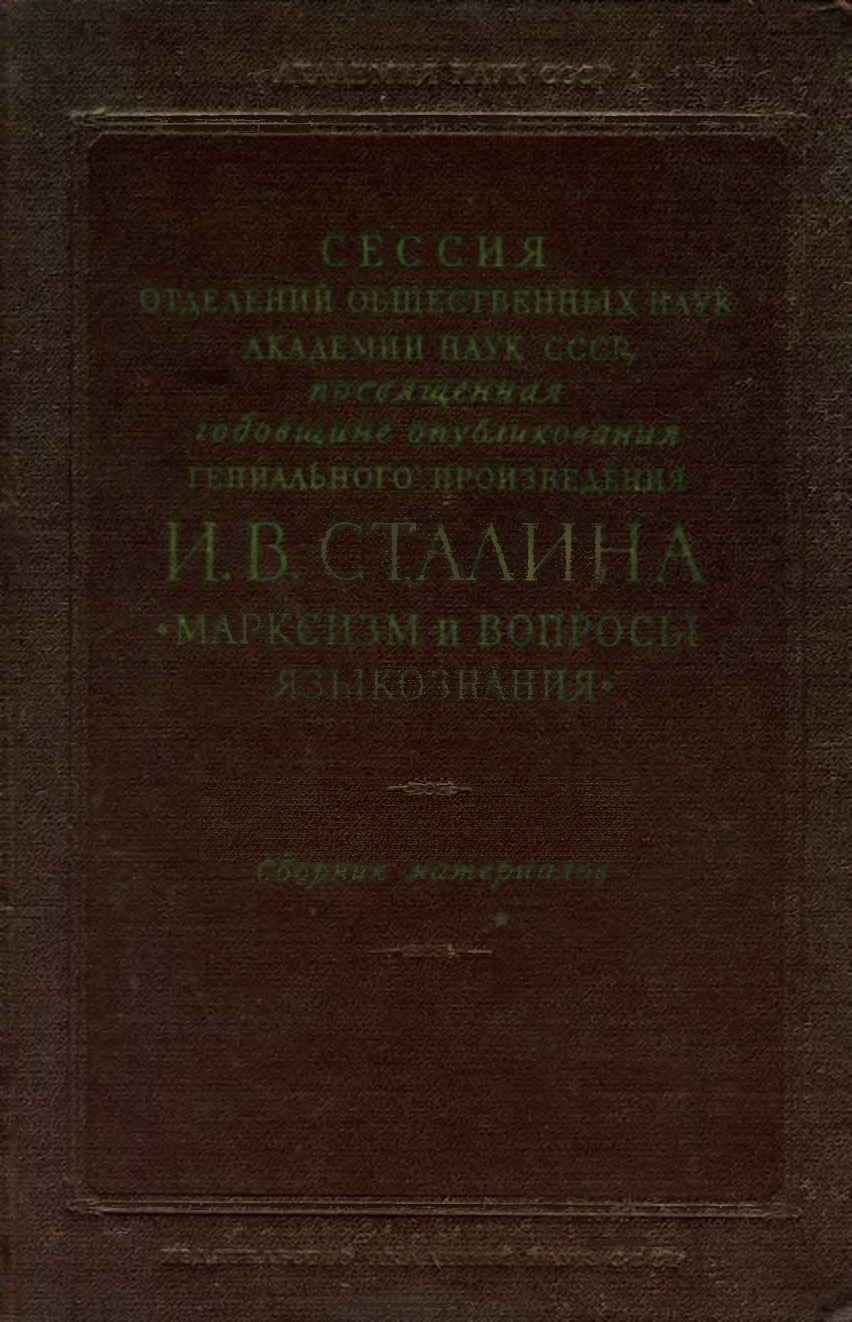
Сесія відділення суспільних наук Академії Наук СРСР, присвячена річниці опублікування геніального добутку Й. В. Сталіна «Марксизм і питання мовознавства». Видавництво Академії наук СРСР, 1951 р. Тверде плетіння, 224 стор. Тираж: 10000 экз.

«Маркси́зм і пита́ння мовозна́вства» — робота Йосипа Віссаріоновича Сталіна, що з'явилася вперше 20 червня 1950 року в газеті «Правда» й у тому ж році видана масовим тиражем окремою брошурою.
Стаття завершила дискусію про так назване «Нове вчення про мову» М. Я. Марра, що проводила газета. У ході цієї дискусії виступали не тільки прихильники теорії та автори, що займали компромісну позицію (серед останніх був й В. В. Виноградов), але й рішучі його супротивники (Б. А. Сєрєбренніков й А. С. Чікобава).
Виступ Сталіна відбувся через кілька місяців після останнього «наступу» марристів (1949) і повернув кампанію на 180 градусів; замість чергової хвилі репресій проти опонентів «Нового вчення» сам марризм був остаточно розвінчаний і зійшов зі сцени.
Робота Сталіна складається з декількох частин; спочатку йдуть, у стилі інтерв'ю або катехізису («питання-відповідь»), відповіді якомусь «учневі з молоді» (як показав історик Б. С. Ілізаров, що той не існував у дійсності). Потім ідуть чотири «відповіді» конкретним кореспондентам Сталіна.
Сталін, починаючи із застереження «я не мовознавець, і, звичайно, не можу повністю задовольнити товаришів», стосується в основному філософської сторони мови та її зв'язку із суспільними формаціями («мова як надбудова» по Марру). Сталін показує, що такого зв'язку нема, російська мова в цілому після «Жовтневого перевороту» не змінилась, а твердження Марра не відповідають поглядам, наприклад, Енгельса, що дотримувався цілком традиційних лінгвістичних теорій. Критикуються також явно абсурдні положення марризму про «чотири елементи» тощо.
При написанні статті Й. В. Сталін користувався підручником російського дореволюційного младограматика Д. Н. Кудрявского і консультаціями А. С. Чікобави.
Праця Сталіна всіляко пропагувалась й перевидавалась; цитати з неї були обов'язковими не тільки для лінгвістичних робіт, але й для звичайних граматик і словників. Річниці виходу роботи («геніального добутку») була присвячена спеціальна сесія всіх відділень суспільних наук АН СРСР. Після смерті вождя (навіть до XX з'їзду) посилатися на роботу Сталіна перестали; лише в 2000-ті роки вона була перевидана в Росії з коментарями у збірнику «Сутінки лінгвістики» й як додаток до праць Марра.
Оцінка роботи Сталіна суперечлива. З одного боку, вона ясно показала безперспективність як марризму взагалі, так і спроб побудувати особливе «марксистське мовознавство», засудила «аракчеєвські порядки в мовознавстві», що насаджувалися марристами. З іншого боку, вона засуджувала дослідження семантики («зловживання семантикою привело Марра до ідеалізму»), містила помилкові судження, які лінгвісти були змушені якийсь час відтворювати (походження літературної російської мови нібито з «курсько-орловського діалекту»). Вона була перекладена англійською і японською мовами й вивчалася багатьма лінгвістами, що мали вплив марксизму; Ноам Чомскі знайшов її «доволі розумною, але без яких би то не було блискучих відкриттів» (perfectly reasonable but quite inilluminating).
Репутація Сталіна як «мовознавця» знайшла відображення у відомій пісні Юза Алешковского:
Товарищ Сталин, вы большой учёный —

В языкознанье знаете вы толк,

А я простой советский заключённый,

И мне товарищ — серый брянский волк.